# Shelby Harris
Shelby Harris (Milwaukee, 11 agosto 1991) è un giocatore di football americano statunitense che milita nel ruolo di defensive end per i Cleveland Browns della National Football League (NFL).

## Carriera

### Oakland Raiders
Dopo avere giocato al college a football alla Illinois State University, Harris fu scelto nel corso del settimo giro (235º assoluto) del Draft NFL 2014 dagli Oakland Raiders. Debuttò come professionista subentrando nella gara dell'ultimo turno della sua prima stagione contro i Denver Broncos, mettendo a segno due tackle. Giocò nei Raiders per due stagioni con 8 presenze complessive.

### New York Jets
Il 1º giugno 2016, Harris firmò con i New York Jets. Il 28 agosto 2016 fu svincolato.

### Dallas Cowboys
Il 22 dicembre 2016, Harris firmò con la squadra di allenamento dei Dallas Cowboys. Fu svincolato il 10 gennaio 2017.

### Denver Broncos
Il 25 gennaio 2017, Harris firmò con i Denver Broncos. Nella prima gara con la nuova maglia fu decisivo bloccando un tentativo di field goal di Younghoe Koo dei Los Angeles Chargers negli ultimi secondi che preservò il vantaggio di tre punti dei Broncos.
Nel finale del dodicesimo turno della stagione 2018, Harris intercettò Ben Roethlisberger nella end zone sigillando la vittoria sui Pittsburgh Steelers.
Nel marzo del 2021 Harris firmò un rinnovo contrattuale triennale del valore di 27 milioni di dollari.

### Seattle Seahawks
L'8 marzo 2022 Harris fu ceduto ai Seattle Seahawks nell'ambito dello scambio che portò il quarterback Russell Wilson a Denver. Il 13 marzo 2023 fu svincolato dopo una sola stagione.

### Cleveland Browns
Il 9 agosto 2023 Harris firmó un contratto da 27 milioni di dollari con i Cleveland Browns.